# Briceño (ort i Boyacá, lat 5,69, long -73,92)
Briceño är en ort i Colombia.   Den ligger i departementet Boyacá, i den centrala delen av landet, 120 km norr om huvudstaden Bogotá. Briceño ligger 1 358 meter över havet och antalet invånare är 632.
Terrängen runt Briceño är bergig österut, men västerut är den kuperad. Runt Briceño är det ganska tätbefolkat, med 96 invånare per kvadratkilometer. Närmaste större samhälle är Chiquinquirá, 13,7 km sydost om Briceño. I omgivningarna runt Briceño växer i huvudsak städsegrön lövskog.